# Petite fontaine (Belfort)
La petite fontaine est une fontaine située à Belfort, en France.

## Généralités
La fontaine est située place de la petite fontaine, en bordure de la grand'rue, dans la ville de Belfort, dans le Territoire de Belfort, en région Bourgogne-Franche-Comté, en France.

## Histoire
La « petite fontaine » est érigée en 1617, vraisemblablement à la place d'un puits, et les parois de sa cuve étaient en bois. En 1686, le bois est remplacé par de la pierre de taille, et en 1763, la fontaine est remaniée pour lui donner un bassin hexagonal.
La fontaine est classée au titre des monuments historiques par arrêté du 16 septembre 1908. Très dégradée en 1932, elle est démontée et déposée dans le musée d’Art et d’Histoire de Belfort. En 1948, la municipalité décide de reconstruire une réplique de la fontaine en lieu et place de l'ancienne ; ce projet sera mené entre 1948 et 1951 par le sculpteur Eugène Traut en utilisant la même pierre qu'en 1763 : le grès de Niderviller. 

## Description
À l'origine, l'eau de la fontaine provenait d'un étang situé à un kilomètre et demi de distance.
La fontaine se compose d'un bassin octogonal d'environ 3,5 mètres de largeur pour une hauteur de 80 centimètres. Sur chaque face est gravé les dates d'érection (1617) et de restauration (1763). Au centre de la fontaine, et reposant sur un socle rectangulaire, une colonne décorée de têtes symboliques, de sirènes, des armoiries de la ville et de feuilles d'acanthe.

## Galerie

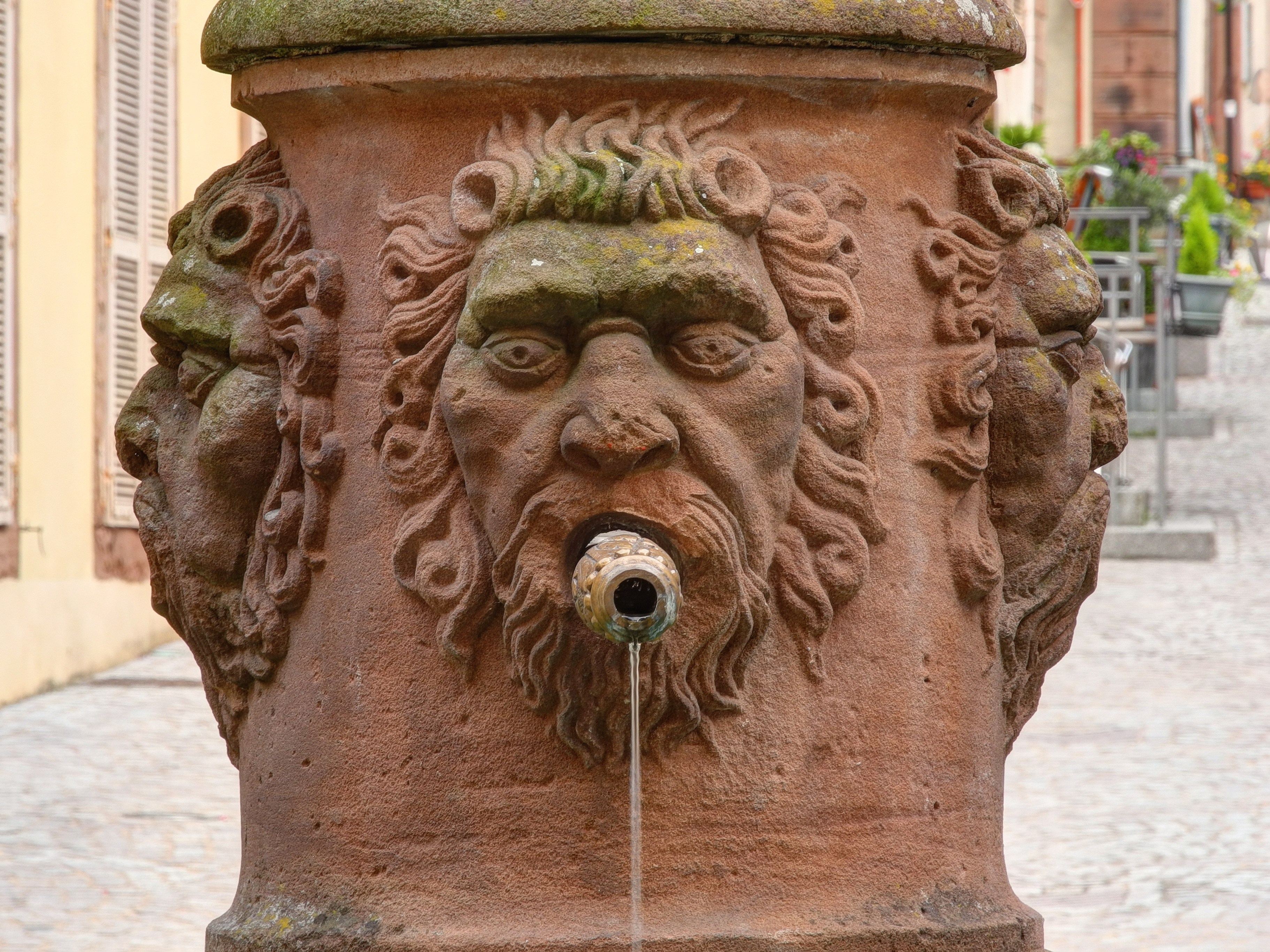
Tête symbolique
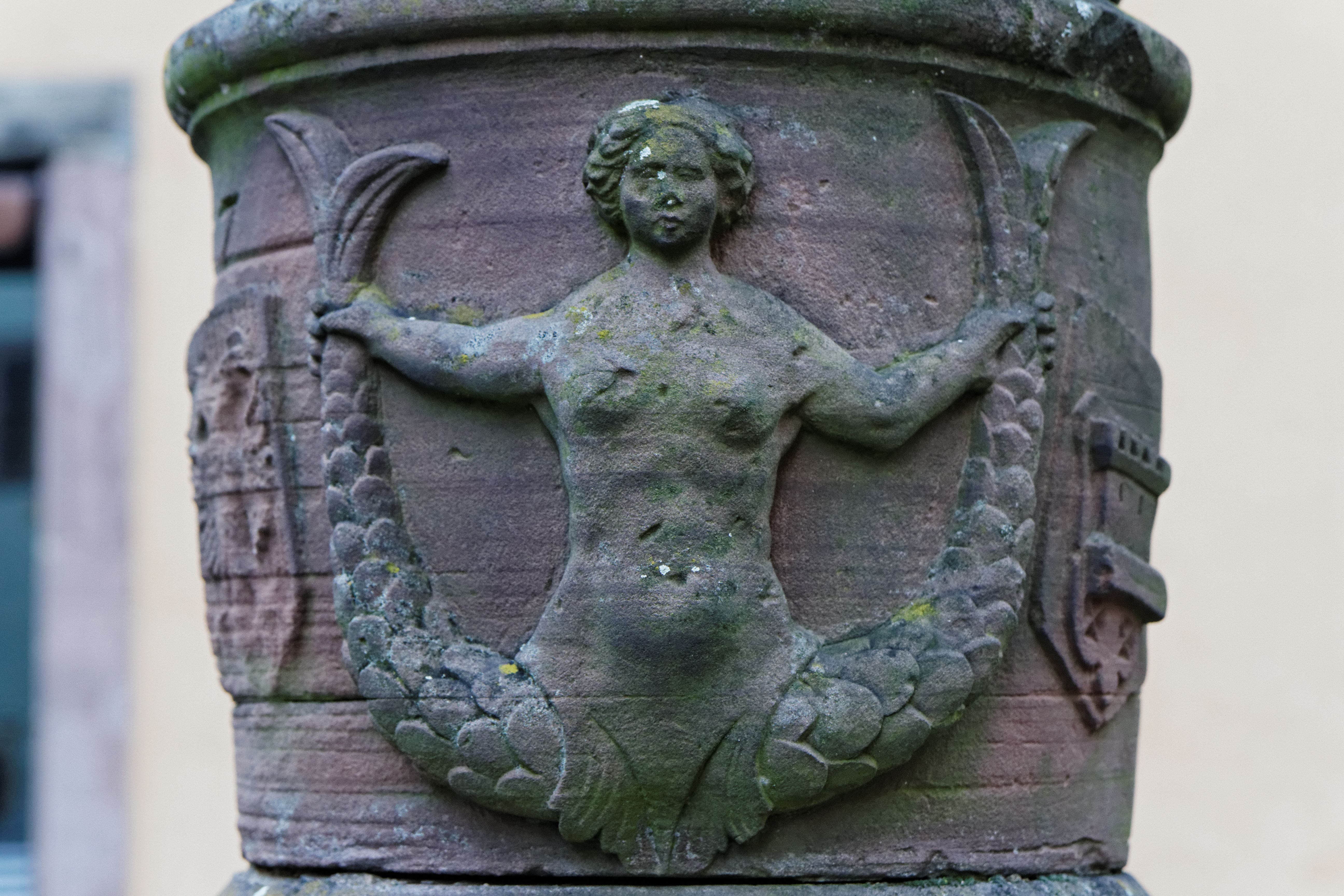
Sirène
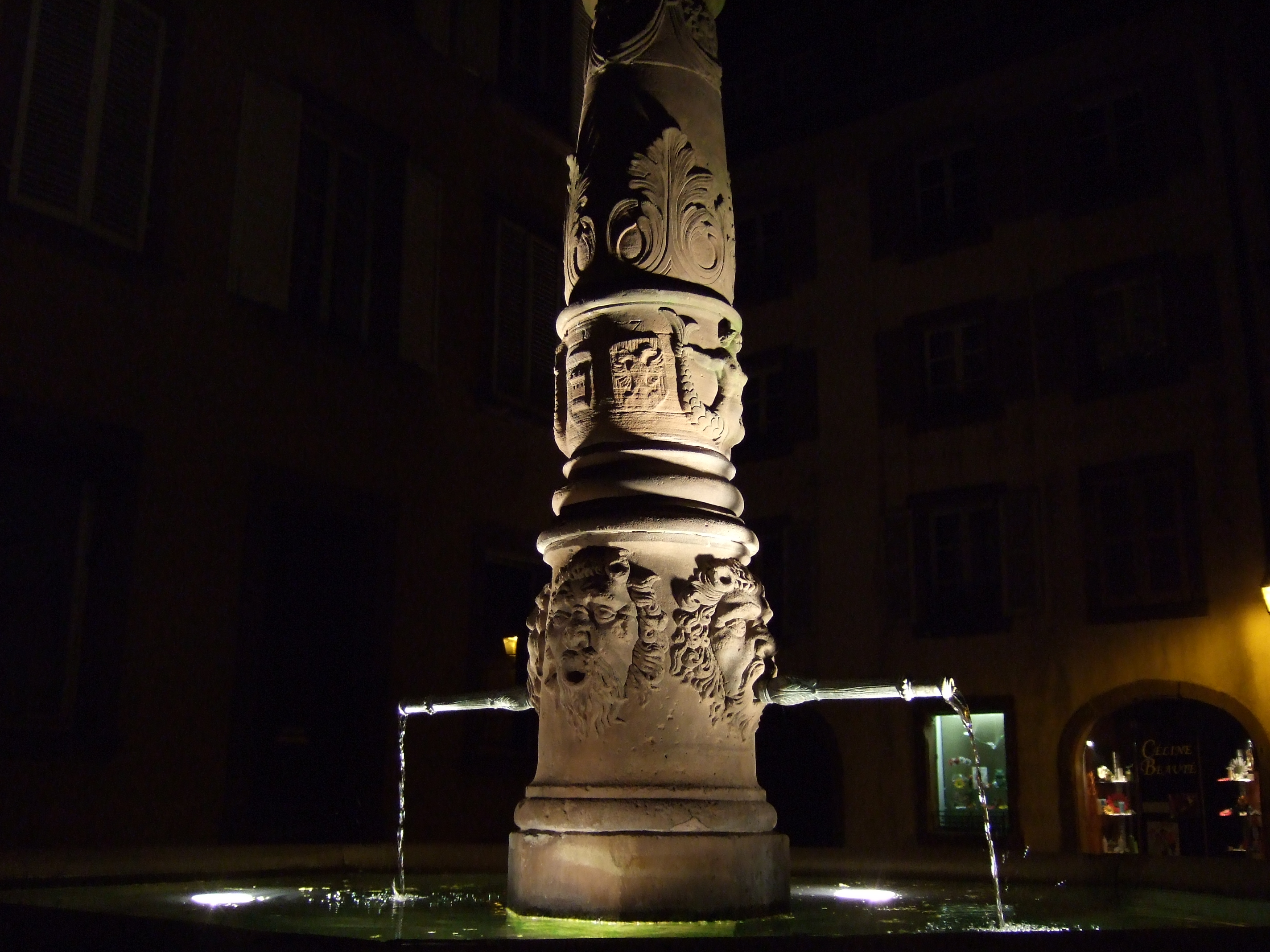